# Вирпазар
Вирпазар је градско насеље у општини Бар у Црној Гори. Према попису из 2003. било је 337 становника (према попису из 1991. било је 409 становника).
Вирпазар је бајковито мјесто на раскрсници гдје се преплићу многи различити путеви. У том крају госте чека оно што им је најпотребније: чесма са изворском водом, хладовина старих и високих платана, органска храна и љубазни домаћини. Насеље је настало на ушћу ријеке Ораховштице и Црмнице. Спајајући се, оне граде извор и стварају ријеку Вирштицу која се улијева у Скадарско језеро. Вирпазар има и три камена моста, опјеваних у старим народним пјесмама.
Познато излетиште је главна транзитна станица за крстарење по највећем језеру Балкана и за посјету културно-историјским споменицима, манастирима и утврђењима концентрисаним на живописним острвима названим горице. Пјешчане плаже, аутентична сеоска архитектура и виногради представљају саставни дио крајолика који нуди посјетиоцима богату трпезу свјеже језерске рибе и црмничких вина високог квалитета.
Вирпазар се први пут спомиње 1242. године у повељу краља Владислава, када је био важан трговачки центар. У другој половини 19 вијека колским путем је повезан са Баром, а од 1908. године и жељезничком пругом уског колосјека. Ово мјесто је и једна од првих поштанских станица у Црној Гори. На узвишењу над Вирпазаром налазе се остаци увтрђеног Бесаца, који су саградили Турци, а у близини је село Мијеле, гдје је пронађена праисторијска некропола са томбама обложеним великим каменим плочама.
Управо од ове тачке почиње чудесни амбијент црногорске Свете горе, а из Вирпазара можете започети и обилазак посљедњег станишта пеликана и највећег птичјег резервата у Европи. Ако се, пак, овдје задесите у децембру, посјетите Фестивал вина и укљеве, манифестацију на којој сви уживају у јединственом амбијенту уз аутохтоне сорте вина и специјалитете од рибе која живи само у Скадарском језеру.
Овде се налази манастир Топхана.

## Географија
Кроз Вирпазар данас пролази магистрала Подгорица — Бар, као и жељезничка пруга Београд—Бар.

## Историја
У историји Црне Горе Вирпазар је имао важну трговачку и саобраћајну улогу, као лука и жељезничка станица.
Италијанска компанија Компања ди Антивари изградила је до 1908. тада савремено пристаниште на Ријеци Црнојевића.

## Демографија
Мјештани су углавном припадници племена Црмничана.
У насељу Вирпазар живи 247 пунолетних становника, а просечна старост становништва износи 35,8 година (34,8 код мушкараца и 36,8 код жена). У насељу има 98 домаћинстава, а просечан број чланова по домаћинству је 3,44.
Становништво у овом насељу веома је хетерогено, а у последња три пописа, примећен је пад у броју становника.
|  |

| Демографија | Демографија | Демографија |
| Година      | Становника  | Становника  |
| ----------- | ----------- | ----------- |
|             |             |             |
|             |             |             |
|             |             |             |
|             |             |             |
| 1948.       | 223         |             |
| 1953.       | 323         |             |
| 1961.       | 324         |             |
| 1971.       | 383         |             |
| 1981.       | 412         |             |
| 1991.       | 409         | 407         |
| 2003.       | 349         | 337         |
|             |             |             |
|             |             |             |

| Етнички састав према попису из 2003.‍ | Етнички састав према попису из 2003.‍ | Етнички састав према попису из 2003.‍ | Етнички састав према попису из 2003.‍ | Етнички састав према попису из 2003.‍ |
| ------------------------------------ | ------------------------------------ | ------------------------------------ | ------------------------------------ | ------------------------------------ |
|                                      |                                      |                                      |                                      |                                      |
| Црногорци                            | Црногорци                            |                                      | 208                                  | 61,72%                               |
| Срби                                 | Срби                                 |                                      | 106                                  | 31,45%                               |
| Албанци                              | Албанци                              |                                      | 10                                   | 2,96%                                |
| Хрвати                               | Хрвати                               |                                      | 1                                    | 0,29%                                |
| Југословени                          | Југословени                          |                                      | 1                                    | 0,29%                                |
| непознато                            | непознато                            |                                      | 5                                    | 1,48%                                |

| \| \| м \| \| \| ж \| \| ? \| 3 \| \| \| 9 \| \| 80+ \| 2 \| \| \| 5 \| \| 75—79 \| 3 \| \| \| 4 \| \| 70—74 \| 3 \| \| \| 3 \| \| 65—69 \| 9 \| \| \| 5 \| \| 60—64 \| 10 \| \| \| 13 \| \| 55—59 \| 7 \| \| \| 10 \| \| 50—54 \| 7 \| \| \| 8 \| \| 45—49 \| 14 \| \| \| 17 \| \| 40—44 \| 9 \| \| \| 12 \| \| 35—39 \| 13 \| \| \| 11 \| \| 30—34 \| 10 \| \| \| 9 \| \| 25—29 \| 7 \| \| \| 10 \| \| 20—24 \| 9 \| \| \| 13 \| \| 15—19 \| 12 \| \| \| 13 \| \| 10—14 \| 11 \| \| \| 18 \| \| 5—9 \| 24 \| \| \| 10 \| \| 0—4 \| 6 \| \| \| 8 \| \| Просек : \| 9 \| \| \| 7 \| |    |  |  |    |
| |    |  |  |    |
| | м  |  |  | ж  |
| ? | 3  |  |  | 9  |
| 80+ | 2  |  |  | 5  |
| 75—79 | 3  |  |  | 4  |
| 70—74 | 3  |  |  | 3  |
| 65—69 | 9  |  |  | 5  |
| 60—64 | 10 |  |  | 13 |
| 55—59 | 7  |  |  | 10 |
| 50—54 | 7  |  |  | 8  |
| 45—49 | 14 |  |  | 17 |
| 40—44 | 9  |  |  | 12 |
| 35—39 | 13 |  |  | 11 |
| 30—34 | 10 |  |  | 9  |
| 25—29 | 7  |  |  | 10 |
| 20—24 | 9  |  |  | 13 |
| 15—19 | 12 |  |  | 13 |
| 10—14 | 11 |  |  | 18 |
| 5—9 | 24 |  |  | 10 |
| 0—4 | 6  |  |  | 8  |
| Просек : | 9  |  |  | 7  |

| Број домаћинстава према пописима из периода 1948—2003. | Број домаћинстава према пописима из периода 1948—2003. | Број домаћинстава према пописима из периода 1948—2003. | Број домаћинстава према пописима из периода 1948—2003. | Број домаћинстава према пописима из периода 1948—2003. | Број домаћинстава према пописима из периода 1948—2003. | Број домаћинстава према пописима из периода 1948—2003. | Број домаћинстава према пописима из периода 1948—2003. |
| Година пописа                                          | 1948.                                                  | 1953.                                                  | 1961.                                                  | 1971.                                                  | 1981.                                                  | 1991.                                                  | 2003.                                                  |
| ------------------------------------------------------ | ------------------------------------------------------ | ------------------------------------------------------ | ------------------------------------------------------ | ------------------------------------------------------ | ------------------------------------------------------ | ------------------------------------------------------ | ------------------------------------------------------ |
| Број домаћинстава                                      | 74                                                     | 133                                                    | 96                                                     | 112                                                    | 132                                                    | 130                                                    | 99                                                     |

| Број домаћинстава по броју чланова према попису из 2003. | Број домаћинстава по броју чланова према попису из 2003. | Број домаћинстава по броју чланова према попису из 2003. | Број домаћинстава по броју чланова према попису из 2003. | Број домаћинстава по броју чланова према попису из 2003. | Број домаћинстава по броју чланова према попису из 2003. | Број домаћинстава по броју чланова према попису из 2003. | Број домаћинстава по броју чланова према попису из 2003. | Број домаћинстава по броју чланова према попису из 2003. | Број домаћинстава по броју чланова према попису из 2003. | Број домаћинстава по броју чланова према попису из 2003. | Број домаћинстава по броју чланова према попису из 2003. |
| Број чланова                                             | 1                                                        | 2                                                        | 3                                                        | 4                                                        | 5                                                        | 6                                                        | 7                                                        | 8                                                        | 9                                                        | 10 и више                                                | Просек                                                   |
| -------------------------------------------------------- | -------------------------------------------------------- | -------------------------------------------------------- | -------------------------------------------------------- | -------------------------------------------------------- | -------------------------------------------------------- | -------------------------------------------------------- | -------------------------------------------------------- | -------------------------------------------------------- | -------------------------------------------------------- | -------------------------------------------------------- | -------------------------------------------------------- |
| Број домаћинстава                                        | 98                                                       | 16                                                       | 23                                                       | 12                                                       | 18                                                       | 14                                                       | 8                                                        | 7                                                        | 0                                                        | 0                                                        | 0                                                        |

| Пол    | Укупно | Неожењен/Неудата | Ожењен/Удата | Удовац/Удовица | Разведен/Разведена | Непознато |
| ------ | ------ | ---------------- | ------------ | -------------- | ------------------ | --------- |
| Мушки  | 118    | 36               | 74           | 3              | 5                  | 0         |
| Женски | 142    | 37               | 77           | 23             | 5                  | 0         |
| УКУПНО | 260    | 73               | 151          | 26             | 10                 | 0         |

| Пол    | Укупно                    | Пољопривреда, лов и шумарство | Рибарство                            | Вађење руде и камена | Прерађивачка индустрија       |
| ------ | ------------------------- | ----------------------------- | ------------------------------------ | -------------------- | ----------------------------- |
| Мушки  | 54                        | 3                             | 0                                    | 0                    | 4                             |
| Женски | 34                        | 2                             | 0                                    | 0                    | 1                             |
| Укупно | 88                        | 5                             | 0                                    | 0                    | 5                             |
|        |                           |                               |                                      |                      |                               |
| Пол    | Производња и снабдевање   | Грађевинарство                | Трговина                             | Хотели и ресторани   | Саобраћај, складиштење и везе |
| Мушки  | 6                         | 4                             | 1                                    | 2                    | 20                            |
| Женски | 2                         | 0                             | 1                                    | 6                    | 8                             |
| Укупно | 8                         | 4                             | 2                                    | 8                    | 28                            |
|        |                           |                               |                                      |                      |                               |
| Пол    | Финансијско посредовање   | Некретнине                    | Државна управа и одбрана             | Образовање           | Здравствени и социјални рад   |
| Мушки  | 0                         | 0                             | 8                                    | 5                    | 0                             |
| Женски | 1                         | 0                             | 4                                    | 5                    | 2                             |
| Укупно | 1                         | 0                             | 12                                   | 10                   | 2                             |
|        |                           |                               |                                      |                      |                               |
| Пол    | Остале услужне активности | Приватна домаћинства          | Екстериторијалне организације и тела | Непознато            | Непознато                     |
| Мушки  | 1                         | 0                             | 0                                    | 0                    | 0                             |
| Женски | 2                         | 0                             | 0                                    | 0                    | 0                             |
| Укупно | 3                         | 0                             | 0                                    | 0                    | 0                             |